# 최재흠
최재흠(2003년 8월 21일 ~ )은 대한민국의 가수다. 2022년 노래 '언어의 둘레'로 데뷔했다.

## 방송
- LOUD (2021) - Top74

## 음반
- 인디스땅스2022 (INDIESTANCE2022) (2022)
- 집현전 2022 (2023)
- 조수간만의 차 (2023)
- 제각기였기 때문에 (2023)
- 작 : 영화를 타고 (2023)
- 노놀 VOL 31. 최재흠 ‘ 오늘 밤은 따뜻한 꿈을 꾸길 바래요 ’ (2024)

## 공연
- 언플러그드 10주년 Festa (2022)
- 경기인디뮤직페스티벌 (2022)
- 상상유니브 집현전 Festival (2022)
- 카페언플러그드 오픈마이크 VOLUME UP! #6 (2022)
- in mate stage - 최재흠 X 나기철 (2022)

## 수상
- REMEMBER 대학가요제 순수창작곡부문 금상 (2022)